# Nanyangosaurus zhugeii
Nanyangosaurus är ett släkte av dinosaurier från äldre krita. Den var en iguanodont som levde i det som idag är Kina. Typarten, Nanyangosaurus zhugeii, beskrevs av Xu, Zhao, Lu, Huang, Li och Dong år 2000. Nanyangosaurus var en hadrosauroid, en långt utvecklad iguanodont som var anfader till de äkta hadrosauriderna.